# Rory Loy
Pour les articles homonymes, voir Loy.
Rory James Loy, couramment appelé Rory Loy, est un footballeur écossais, né le 19 mars 1988 à Dumfries, Écosse. Jouant au poste d'avant-centre ou ailier gauche, il est connu pour avoir joué aux Rangers, à Carlisle United et Falkirk ainsi que pour avoir été sélectionné en équipe d'Écosse espoirs.

## Biographie
Natif de Dumfries, il grandit à Stranraer et à Sandhead et s'engage dans les équipes de jeunes de Kilmarnock à partir de l'âge de 14 ans. Il commence sa carrière de footballeur au Lochryan Boys Club avant de rejoindre Girvan à l'âge de 14 ans. Il passe ensuite à l'Ayr United et à Kilmarnock, où il y a commencé sa carrière de footballeur,.

### Rangers
En août 2006, Loy est racheté par les Rangers pour 20 000 £ lorsque son contrat a expiré malgré le rapport de Daily Record mentionnant qu'il "aurait fait de la première équipe de Kilmarnock beaucoup plus rapide qu'il ne le ferait à Ibrox",. Après avoir gravi les échelons de l'académie du club, Loy a signé une prolongation d'un an de son contrat avec les Rangers pour rester au Ibrox jusqu'à l'été 2009 le 24 octobre 2007. Il joue son premier match pour les Gers le 1er novembre 2008 contre Inverness Caledonian Thistle. En mars 2009, après avoir impressionné en prêt, Loy a signé une nouvelle prolongation de deux ans de son contrat avec les Rangers, le gardant au club jusqu'à l'été 2011.
Après son prêt à St. Mirren, Loy a fait sa seule apparition de la saison 2010-11 pour les Rangers, en tant que remplaçant à la 73e minute, lors d'une victoire 4-1 contre Motherwell le 16 octobre 2010.

#### Dunfermline Athletic (prêt)
En décembre 2008, il part en prêt à Dunfermline Athletic jusqu'au 26 janvier 2009. Après avoir rejoint le club, il a révélé que c'était une chance qu'il ne pouvait pas refuser.
Le lendemain, le 13 décembre 2008, Loy a fait ses débuts à Dunfermline Athletic, remplaçant Andy Kirk, lors d'une victoire 2-1 contre Queen of the South. Dans un match de suivi contre Clyde, il a fait son premier départ pour le club et a inscrit le troisième but du match, dans un match nul 4-4. Il y marque son premier but officiel, le 17 janvier 2009, pour un match nul 1-1 contre Airdrie United. Son prêt a ensuite été prolongé avec le club jusqu'à la fin de la saison. Après avoir accepté la prolongation du prêt avec Dunfermline Athletic, Loy pensait que cela pourrait l'aider à gagner une première place dans l'équipe à son retour chez les Rangers. Son prêt est alors prolongé jusqu'à la fin de la saison ce qui lui permet d'inscrire deux nouveaux buts, contre Partick Thistle et Greenock Morton. Depuis qu'il a rejoint Dunfermline Athletic, Loy reste impliqué dans la première équipe dans un certain nombre de matches. Il a contribué à son rôle pour le club en aidant Dunfermline Athletic à atteindre les demi-finales de la Coupe d'Écosse, seulement pour que le club perde 2-0 contre Falkirk. À la fin de la saison 2008-09, il a fait vingt et une apparitions et a marqué trois fois dans toutes les compétitions. À la suite de cela, Loy est retourné dans son club parent.

#### St Mirren (premier prêt)
Il retourne ensuite aux Rangers où il n'arrive pas à s'imposer et connaît alors un nouveau prêt à St Mirren, le 29 janvier 2010 pour 6 mois. Son prêt, qui lui permet d'acquérir de l'expérience en Premier League écossaise. Il a passé la première moitié de la saison 2009-10, jouant pour l'équipe de réserve des Rangers.
Loy a fait ses débuts pour le club le lendemain, en tant que remplaçant à la 76e minute, lors d'une défaite 2-1 contre Hibernian. Cependant, il n'était pas régulièrement dans le onze de départ, son temps de jeu étant venu du banc des remplaçants. Loy a également fait face à des problèmes de blessure lorsqu'il a contracté un virus avec son coéquipier Paul Gallacher, John Potter (en) et Lee Mair. À la fin de la saison 2009-10, Loy a fait huit apparitions dans toutes les compétitions.

### Carlisle United

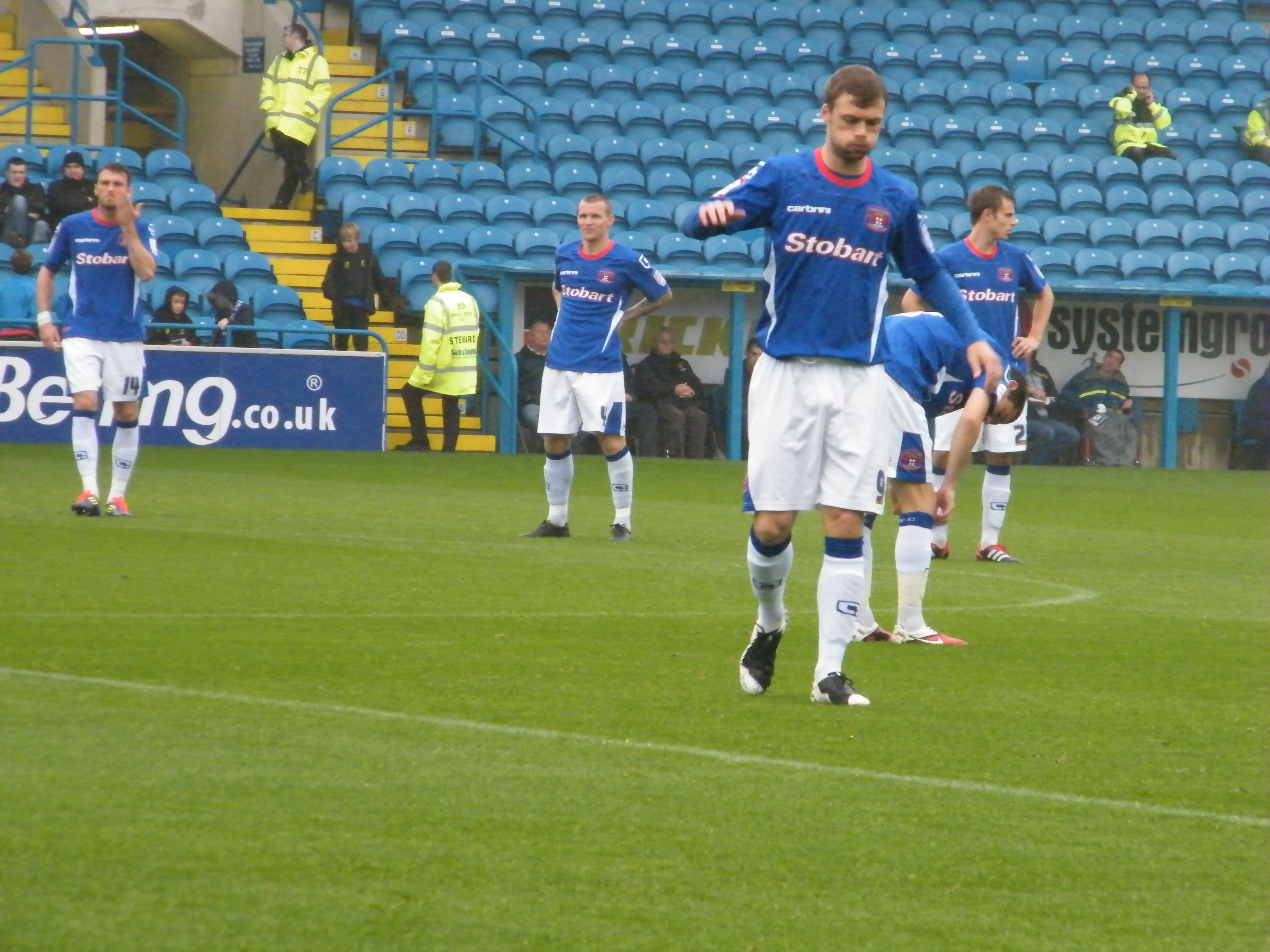
Loy (portant un maillot numéro 9) lors d'un match contre Brentford le 8 octobre 2011.

À son retour aux Rangers, il ne se voit pas offrir l'occasion de jouer et décide d'accepter l'offre du club anglais de Carlisle United, qui joue en League One. Son contrat est signé le 28 janvier 2011. Après le déménagement, il a déclaré qu'il devait quitter les Rangers pour aider à relancer sa carrière.
Loy a fait ses débuts pour le club, en tant que remplaçant à la 66e minute, lors d'une défaite 2-0 contre Huddersfield Town le 1er février 2011. Après un démarrage lent pour Carlisle United,il marque son premier but le 1er mars 2011 pour une victoire 3-1 contre Charlton Athletic. Lors de la finale du trophée de la Ligue de football, Loy a joué les deux dernières minutes après avoir remplacé Tom Taiwo (en) alors que Carlisle United battait Brentford. À la fin de la saison 2010-11, il a fait dix-neuf apparitions et marqué une fois dans toutes les compétitions. Avec son temps de jeu venant du banc des remplaçants et le manque de joueurs de la première équipe, le manager Greg Abbott a promis qu'il donnerait à Loy et Paddy Madden des opportunités en première équipe la saison prochaine.
Au début de la saison 2011-12, Loy est apparu quatre fois dans les quatre premiers matches de championnat, ne faisant que deux départs pour Carlisle United. Après avoir raté deux matches de championnat, il a marqué son premier but de la saison, marquant sur penalty, l'ayant remporté en premier lieu, lors d'une défaite 2-1 contre Hartlepool United le 10 septembre 2011. Loy a ajouté plus tard trois buts supplémentaires pour le club au cours des trois prochains mois, marquant une fois par mois. Cependant, 26 décembre 2011, lors d'un match contre Preston North End où il se casse la jambe après un choc avec David Gray. Il a fallu une opération chirurgicale et ensuite une année entière pour retrouver la plénitude de ses moyens. La blessure de Loy conduirait le club à subir une crise d'attaquant dans son équipe et a été mis à l'écart pour le reste de la saison 2011-12 à la suite d'une opération réussie. Sa blessure a également conduit Preston à souhaiter à Loy un prompt rétablissement, lorsque celui du gérant par intérim David Unsworth lui a rendu visite à l'hôpital. Deux mois plus tard, à la mi-février, Loy réussit à marcher sans béquilles. Sa première saison complète à Carlisle United l'a vu faire vingt-cinq apparitions et marquer quatre fois dans toutes les compétitions.
Le début de la saison 2012-13 a vu Loy continuer à se remettre d'une blessure à la jambe après avoir subi une opération réussie, dont son retour a été retardé davantage. En octobre, il a lentement fait son retour à l'entraînement. Loy a fait son retour dans l'équipe réserve de Carlisle United contre Penrith Rangers le 8 novembre 2012, en tant que remplaçant à la 62e minute, avec une victoire. Cependant, il a subi une blessure au dos qui l'a vu sortir brièvement. Il ne rejoue en effet que le 31 décembre 2012 pour une défaite 0-1 contre Crewe Alexandra. À son retour, le manager Greg Abbott a déclaré que le joueur était revenu plus net et positif. Il retrouve rapidement son niveau de jeu et inscrit même un but lors de trois matches consécutifs en février 2013, contre Tranmere Rovers, Stevenage et Portsmouth. Après avoir marqué deux buts en deux matches, il a déclaré dans deux interviews distinctes qu'il était ravi de faire son retour et que son absence l'a aidé à apprécier de jouer au football en équipe première. Après son retour de blessure, cependant, il s'est retrouvé dans et hors de la formation de départ pour le reste de la saison 2012-13. À la fin de la saison 2012-13, Loy a fait treize apparitions et marqué trois fois dans toutes les compétitions.
En fin de saison, Son contrat se termine à la fin de la saison 2012-13. Quelques jours après sa libération, il a suscité l'intérêt de plusieurs équipes, selon son agent. Tandis que Loy, lui-même, a déclaré sur Twitter : « J'ai rencontré des gens et j'ai créé des souvenirs à #cufc qui me resteront pour toujours. Deux ans se sont écoulés en un éclair. J'ai adoré chaque minute. De très bons messages des fans de #cufc . Belle touche et toujours agréable de savoir que vous avez été apprécié. Merci. »

### Falkirk (premier sort)
Le 17 juillet 2013, Loy a commencé à s'entraîner avec l'équipe Ligue 1 écossaise Falkirk et a joué comme trialiste dans un match amical contre Forfar, marquant les deux buts en tant que Bairns a gagné 2-1. Il a, une fois de plus, joué en tant que trialiste lors du match nul 2-2 de Falkirk avec Dunfermline Athletic trois jours plus tard, le 20 juillet 2013. Loy en profite pour revenir en Écosse en s'engageant pour Falkirk pour un contrat de 2 ans signé le 31 juillet 2013.
Loy a fait ses débuts pour le club, commençant tout le match, lors d'un match nul 1-1 contre Dumbarton lors du match d'ouverture de la saison. Il s'y impose rapidement comme un titulaire, marquant un doublé dès son premier match à domicile, le 17 août 2013, contre Greenock Morton.
L'impact de Loy à Falkirk s'est poursuivi lorsqu'il a marqué lors d'une victoire 2-1 contre Ayr United au deuxième tour de la Coupe écossaise de défi, suivi par deux buts, lors d'une victoire 3-0 contre Livingston. Loy a marqué son deuxième doublé pour le club, lors d'une victoire 3-1 contre Dundee le 21 septembre 2013. Loy a marqué son troisième doublé pour le club, lors d'une victoire 2-1 contre Queen of the South deux semaines plus tard, le 5 octobre 2013. He scored his fourth brace for Falkirk, in a 4–1 win against Livingston on 9 novembre 2013. Il a ajouté trois autres buts en janvier, marquant contre Livingston, Cowdenbeath et Dundee. Loy a ajouté deux autres buts en mars, contre Raith Rovers et Cowdenbeath. Après le match, il a déclaré que son objectif était que Falkirk remporte le championnat écossais et soit promu en Premiership écossaise. Le 5 avril 2014, il inscrit son premier hat-trick contre Cowdenbeath. Sa saison 2013-14 est pleinement réussie et il se voit même faire partie des nommés pour le titre de "Meilleur joueur du Championnat d'Écosse", en compagnie de Peter MacDonald (en), Tony Andreu et Kane Hemmings, ce dernier remportant finalement le trophée. Il est élu au sein de l'équipe-type de l'année et aussi Joueur de l'année de Falkirk par les supporteurs du club, après avoir remporté par trois fois le même trophée mensuel en septembre, février et mars. Néanmoins, il a reçu le Falkirk Supporters Player of the Year, ainsi que le Players Player of the Year, couronnement d'une superbe campagne globale. Loy a également reçu le prix Starshot de Falkirk Herald pour la saison, précédemment remporté par les favoris des fans Michael McGovern, Mark Millar (en), Ryan Flynn et Scott Arfield. Le 27 avril 2014, il a été nommé dans l'équipe de l'année du championnat écossais 2013-14. Le manager du club Gary Holt a confirmé le 1er mai 2014, que Loy était l'un des rares joueurs à se voir offrir un contrat amélioré à Falkirk, son contrat actuel allant jusqu'en 2015. Lors du match retour des play-offs de la Premiership écossaise contre Queen of the South, il a joué un rôle clé dans le match en marquant et en marquant un but pour Craig Sibbald (en), dans une victoire 3-1. En demi-finale des play-offs de la Premiership écossaise contre Hamilton Academical, Loy a joué dans les deux jambes, alors que le club a perdu 2-1 sur l'ensemble, ce qui signifie que Falkirk devrait rester dans le Championnat d'Écosse la saison prochaine. À la fin de la saison 2013-14, il a fait quarante-trois apparitions et marqué vingt-deux fois dans toutes les compétitions.
Au début de la saison 2014-15, Loy a bien commencé la saison lorsqu'il a marqué ses premiers buts de la saison, lors d'une victoire 7-1 contre East Stirlingshire au premier tour du Challenge Coupe et a marqué lors du match d'ouverture de la saison, lors d'un match nul 2–2 contre Cowdenbeath le 9 août 2014. Deux semaines plus tard, le 23 août 2014, Loy a marqué son troisième but de la saison, lors d'une victoire 1-0 sur Hibernian,. Il a continué à regagner sa première place dans l'équipe, en tant qu'attaquant de premier choix de Falkirk,. Loy a marqué quatre autres buts à la fin de 2014 contre les Rangers, Cowdenbeath, Alloa Athletic et Dumbarton. Sa forme de buteur s'est poursuivie tout au long du mois de janvier lorsqu'il a marqué trois autres buts contre Alloa Athletic, Reine of the South et Hearts. Loy démarrer sur les mêmes bases au point de recevoir une offre du club de Premiership écossaise Hamilton Academical, le dernier jour du mercato, mais celle-ci n'est pas acceptée par Falkirk. Il a ajouté son neuvième but de la saison le 27 février 2015, lors d'un match nul 1-1 contre Rangers. Cependant, Loy a raté le reste de la saison après avoir subi une blessure à la jambe,,. Despite this, Il est de nouveau nommé au sein de l'équipe-type de l'année lors de cette nouvelle saison. Loy a réussi à se remettre d'une blessure à temps pour la Coupe d'Écosse, en visitant le St George's Park de The FA pour deux semaines,. Il a finalement commencé en finale lors de sa dernière apparition pour le club alors que Falkirk a perdu 2-1 contre Inverness Caledonian Thistle. Au terme de la saison 2014-15, il a disputé trente-cinq apparitions et marqué douze fois toutes compétitions confondues.

### Dundee
Le 23 février 2015, il s'engage pour Dundee ce qui lui permet de véritablement s'imposer dans un club de Premiership écossaise. Upon joining the club, he was given a number nine shirt.
Loy fête son premier match avec les Dees en marquant un doublé contre Kilmarnock. Cependant, il a subi un coup qui l'a vu rater un match. Loy a fait son retour dans la formation de départ contre rivals, Dundee United le 11 août 2015, alors que le club a fait match nul 2-2. Son retour a été de courte durée lorsqu'il a subi une blessure à l'aine qui l'a vu rater trois matchs. Loy a fait son retour de blessure, en tant que remplaçant à la 69e minute, lors d'une victoire 1-0 contre Partick Thistle le 11 septembre 2015. Il a marqué son deuxième doublé pour Dundee, lors d'un match nul 3-2 contre Ross County le 26 septembre 2015. Cela a été suivi en marquant son cinquième but pour le club, dans une victoire 2-1 contre Motherwell. Loy a ensuite marqué deux autres buts pour Dundee d'ici la fin de l'année, contre Inverness CT et Hearts. Depuis son retour de blessure, il a participé aux premiers matches de l'équipe, formant un partenariat frappant avec Kane Hemmings et Greg Stewart Loy a dû attendre le 2 avril 2016 contre Ross County lorsqu'il a marqué son huitième but de la saison, lors d'une victoire 5-2. Cependant, Loy s'est blessé à la cheville et a été remplacé à la 62e minute lors d'un match nul 0-0 contre Celtic le 5 avril 2016. En conséquence, il a raté trois matchs avec la blessure. Loy n'a fait son retour dans la première équipe que le 7 mai 2016 contre Hamilton Academical lorsqu'il est entré en jeu à la 71e minute, lors d'une défaite 1-0. Dans un match de suivi contre Kilmarnock, Loy a marqué son neuvième but de la saison, lors d'un match nul 1-1 contre Kilmarnock. À la fin de la saison 2015-16, il a fait trente-trois apparitions et marqué neuf fois dans toutes les compétitions. Pour sa performance, Loy et Hemmings ont été nommés pour le joueur PFA de l'année.
Au début de la saison 2016-17, Loy a bien commencé la saison pour Dundee lorsqu'il a marqué lors d'une victoire 7-0 contre Forfar et un doublé contre Ross County. Loy a dû attendre le 23 octobre 2016 lorsqu'il a marqué son troisième but de la saison, dans une défaite 2-1 contre St Johnstone. Cependant, Loy a trouvé son temps de jeu, principalement en provenance du banc des remplaçants tout au long de la première moitié de la saison. Au moment où il a été prêté, Loy a fait dix-sept apparitions et marqué quatre fois dans toutes les compétitions. Il a quitté Dundee par consentement mutuel le 4 juillet 2017.

#### St Mirren (deuxième prêt)
Le 12 janvier 2017, Loy a rejoint l'équipe du Championnat d'Écosse St Mirren en prêt, après avoir déjà été prêté avec le club 7 ans plus tôt. C'est arrivé après que le manager Paul Hartley a dit au joueur qu'il pouvait quitter Dundee, en raison du manque de temps de jeu dans la première équipe.
Loy a fait ses deuxièmes débuts pour St Mirren le 14 janvier 2017, commençant tout le match, lors d'un match nul 1-1 contre Dunfermline Athletic. Il a marqué son premier but pour le club le 28 janvier 2017 contre Falkirk, s'inclinant 2-1. Son deuxième but pour St Mirren est venu le 19 février 2017 contre The New Saints en demi-finale de la Coupe écossaise de défi pour envoyer le club en le final. Après avoir marqué contre Queen of the South le 18 mars 2017, il a marqué en finale contre Dundee United, alors que St Mirren a perdu 2-1 une semaine plus tard le 25 mars 2017. Vers la fin de la campagne, Loy a connu une bonne forme, marquant des buts importants, dont celui qui a finalement maintenu St Mirren dans le Championnat d'Écosse lors du dernier match de la saison. contre Hibernian à Easter Road. À la fin de la saison 2016-17, il a fait dix-sept apparitions et marqué sept fois dans toutes les compétitions.

### Falkirk (second spell)
Le 4 juillet 2017, Loy est revenu au Falkirk pour un contrat de deux ans.
Il a fait ses deuxièmes débuts pour le club contre Stirling Albion en Coupe de la Ligue écossaise et a inscrit l'un des buts, lors d'une victoire 4-1. Lors d'un match contre St Mirren, Loy a inscrit un but avant de se blesser à la 50e minute à la suite d'une collision avec Jack Baird (en), entraînant la défaite des Bairns 3-1. Après avoir raté un match, il est revenu dans la formation de départ contre Queen of the South le 26 août 2017, alors que le club a perdu 4-1. Cependant, Loy n'a pas réussi à reproduire sa forme comme il l'a fait à Falkirk lors de son premier sort, en raison de ses difficultés à marquer des buts et de ses propres problèmes de blessure. Le 6 février 2018, Loy a marqué son premier but pour le club, lors d'une victoire 3-1 contre Brechin City. À la fin de la saison 2017-18, il a quitté Falkirk d'un commun accord après avoir marqué une seule fois en 26 apparitions.

### Dumbarton
Après avoir quitté Falkirk, Loy signe un contrat de deux ans avec l'équipe Ligue 1 écossaise Dumbarton le 19 juin 2018.
Il fait ses débuts pour le club lors d'une Coupe de la Ligue écossaise contre le Kilmarnock en juillet 2018, inscrivant le deuxième but du club lors d'une défaite 4-2. Son sort avec les Sons a été gravement limité par une blessure, car il n'a fait que 12 apparitions avant de quitter le club un an après son contrat de deux ans.

## Carrière internationale

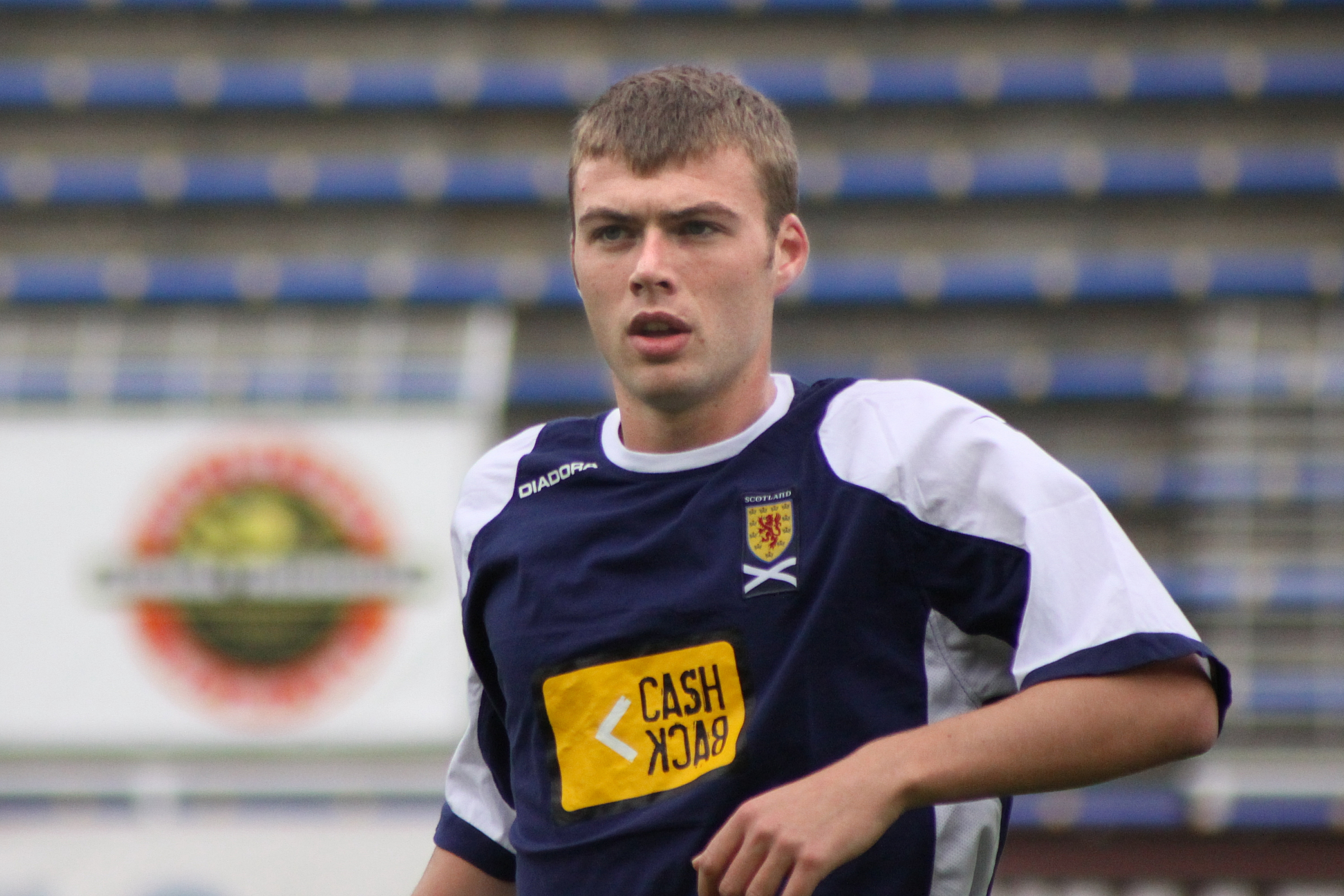
Loy, photographié en 2009, jouant pour l'Écosse espoirs.

Le 11 novembre 2008, Loy est appelé pour la première fois avec l'Écosse espoirs. Le 11 novembre 2008, il fait ses débuts contre l'Irlande du Nord espoirs, en tant que remplaçant à la 68e minute (défaite 3-1),. À la suite de cela, il joue quatre autres matchs en 2009 : contre l'Albanie espoirs, l'Autriche espoirs, la Biélorussie espoirs et l'Azerbaïdjan espoirs (où il inscrit son premier but pour l'équipe nationale des moins de 21 ans, victoire 4-0),.

## Vie privée
Loy était en procès après avoir été accusé d'avoir prétendument blessé Barbara Pason après l'avoir frappée avec un verre au Corinthian Club de Glasgow. Après la fin de sa carrière de footballeur, Loy est devenu expert et diffuseur pour la BBC Écosse et Daily Record.

## Palmarès
- Carlisle United :
  - Football League Trophy : 2011